# Kpaon (Boussoukoula)
Pour les articles homonymes, voir Kpaon.
Kpaon est une localité située dans le département de Boussoukoula de la province du Noumbiel dans la région Sud-Ouest au Burkina Faso.

## Santé et éducation
Le centre de soins le plus proche de Kpaon est le centre de santé et de promotion sociale (CSPS) de Boussoukoula tandis que le centre médical avec antenne chirurgicale (CMA) de la province se trouve à Batié.